# North American Soccer League 2013
Navigation
Édition précédente Édition suivante
La North American Soccer League 2013 est la 46e saison de la deuxième division de soccer aux États-Unis et la troisième saison de la renaissante North American Soccer League. Huit équipes participent à ce championnat professionnel dont une du Canada, les New York Cosmos entrant dans la compétition à l'automne. Un nouveau format est utilisé pour la saison 2013, reprenant le modèle d'une saison en deux parties. Les Puerto Rico Islanders devaient participer à cette édition de la compétition, tout comme lors des deux dernières années, mais annule leur présence en raison d'une restructuration.

## Personnel et sponsors
| Équipe                   | Entraîneur                  | Capitaine             | Sponsor maillot          |
| ------------------------ | --------------------------- | --------------------- | ------------------------ |
| Atlanta Silverbacks      | Brian Haynes (en)           | Martyn Lancaster (en) | Reto Sports              |
| Carolina RailHawks       | Colin Clarke                | Austin da Luz (en)    | BCBSA                    |
| FC Edmonton              | Colin Miller                | Albert Watson         | Sears Canada             |
| Fort Lauderdale Strikers | Günter Kronsteiner (en)     | Iván Guerrero         | Joma                     |
| Minnesota Stars          | Manny Lagos                 |                       | Admiral                  |
| New York Cosmos          | Giovanni Savarese           | Carlos Mendes         | Emirates                 |
| San Antonio Scorpions    | Alen Marcina (en) (intérim) | Kevin Harmse          | Nike                     |
| Tampa Bay Rowdies        | Ricky Hill (en)             | Frank Sanfilippo (en) | Admiral, Mainsail Suites |

## Carte
| Silverbacks RailHawks Edmonton Strikers Stars Cosmos Scorpions Rowdies |

| - Atlanta Silverbacks - Carolina RailHawks - FC Edmonton - Fort Lauderdale Strikers - Minnesota Stars FC - New York Cosmos - San Antonio Scorpions - Tampa Bay Rowdies |

## Championnat printanier

### Classement
| Rang | Équipe                   | Pts | J  | G | N | P | Bp | Bc | Diff |
| ---- | ------------------------ | --- | -- | - | - | - | -- | -- | ---- |
| 1    | Atlanta Silverbacks      | 21  | 12 | 6 | 3 | 3 | 20 | 15 | +5   |
| 2    | Carolina RailHawks       | 20  | 12 | 5 | 5 | 2 | 20 | 16 | +4   |
| 3    | San Antonio Scorpions    | 20  | 12 | 6 | 2 | 4 | 19 | 15 | +4   |
| 4    | Tampa Bay Rowdies T      | 18  | 12 | 5 | 3 | 4 | 21 | 16 | +5   |
| 5    | FC Edmonton              | 14  | 12 | 3 | 5 | 4 | 13 | 12 | +1   |
| 6    | Minnesota United         | 14  | 12 | 4 | 2 | 6 | 18 | 23 | -5   |
| 7    | Fort Lauderdale Strikers | 8   | 12 | 2 | 2 | 8 | 10 | 24 | -14  |

### Résultats
| Résultats (▼dom., ►ext.)                                   | ATL | CAR | EDM | FLS | MIN | SAS | TBR |
| Atlanta Silverbacks                                        |     | 2-0 | 1-1 | 2-0 | 2-3 | 1-0 | 1-2 |
| Carolina Railhawks                                         | 1-1 |     | 2-1 | 3-1 | 3-2 | 5-2 | 2-1 |
| FC Edmonton                                                | 3-0 | 1-1 |     | 0-1 | 3-1 | 1-0 | 0-0 |
| Fort Lauderdale Strikers                                   | 0-1 | 1-1 | 1-1 |     | 2-1 | 1-4 | 1-2 |
| Minnesota United                                           | 0-3 | 2-2 | 2-0 | 2-1 |     | 0-0 | 2-3 |
| San Antonio Scorpions                                      | 2-2 | 2-0 | 2-1 | 3-1 | 2-0 |     | 0-2 |
| Tampa Bay Rowdies                                          | 3-4 | 0-0 | 1-1 | 4-0 | 2-3 | 1-2 |     |
| - Victoire à domicile - Match nul - Victoire à l'extérieur |     |     |     |     |     |     |     |

## Championnat d'automne

### Classement
| Rang | Équipe                   | Pts | J  | G | N | P  | Bp | Bc | Diff |
| ---- | ------------------------ | --- | -- | - | - | -- | -- | -- | ---- |
| 1    | New York Cosmos          | 31  | 14 | 9 | 4 | 1  | 46 | 27 | +19  |
| 2    | Carolina RailHawks       | 23  | 14 | 7 | 2 | 5  | 21 | 16 | +5   |
| 3    | Tampa Bay Rowdies        | 20  | 14 | 5 | 5 | 4  | 30 | 27 | +3   |
| 4    | Minnesota United         | 20  | 14 | 6 | 2 | 6  | 21 | 19 | +2   |
| 5    | Fort Lauderdale Strikers | 18  | 14 | 5 | 3 | 6  | 18 | 20 | -2   |
| 6    | FC Edmonton              | 16  | 14 | 3 | 7 | 4  | 13 | 14 | -1   |
| 7    | Atlanta Silverbacks      | 16  | 14 | 4 | 4 | 6  | 14 | 22 | -8   |
| 8    | San Antonio Scorpions    | 10  | 14 | 3 | 1 | 10 | 15 | 24 | -9   |

### Résultats
| Résultats (▼dom., ►ext.)                                   | ATL | CAR | EDM | FLS | MIN | NYC | SAS | TBR |
| Atlanta Silverbacks                                        |     | 1-1 | 1-0 | 0-1 | 3-1 | 0-1 | 2-1 | 1-1 |
| Carolina Railhawks                                         | 4-0 |     | 1-0 | 2-0 | 1-0 | 3-0 | 2-1 | 2-2 |
| FC Edmonton                                                | 1-1 | 2-1 |     | 1-1 | 1-2 | 1-1 | 1-0 | 2-1 |
| Fort Lauderdale Strikers                                   | 6-2 | 1-0 | 1-1 |     | 1-3 | 0-2 | 0-0 | 2-1 |
| Minnesota United                                           | 0-1 | 0-1 | 1-1 | 3-1 |     | 0-1 | 1-0 | 1-1 |
| New York Cosmos                                            | 1-1 | 4-0 | 1-1 | 1-0 | 1-0 |     | 2-1 | 4-3 |
| San Antonio Scorpions                                      | 1-0 | 2-1 | 1-0 | 1-2 | 2-3 | 1-2 |     | 4-7 |
| Tampa Bay Rowdies                                          | 3-1 | 3-2 | 1-1 | 2-1 | 4-6 | 0-0 | 1-0 |     |
| - Victoire à domicile - Match nul - Victoire à l'extérieur |     |     |     |     |     |     |     |     |

## Soccer Bowl
Le Soccer Bowl 2013 met aux prises les champions de la saison printanière et de la saison d'automne. C'est le champion printanier qui reçoit cette finale de championnat.
| 9 novembre 2013 | Atlanta Silverbacks    | 0 - 1 | New York Cosmos                         | Atlanta Silverbacks Park                        |                                                 |
| 19h00 EDT       | Carr 42e · Navarro 82e |       | 11e Szetela · 45+1e Freeman · 50e Senna | Spectateurs : 7 211 Arbitrage : Edvin Jurisevic | Spectateurs : 7 211 Arbitrage : Edvin Jurisevic |
| 19h00 EDT       | Rapport                |       |                                         | Spectateurs : 7 211 Arbitrage : Edvin Jurisevic | Spectateurs : 7 211 Arbitrage : Edvin Jurisevic |

## Classements statistiques
| Rang | Joueur                     | Pays | Club                  | Buts |
| ---- | -------------------------- | ---- | --------------------- | ---- |
| 1    | Brian Shriver (en)         | USA  | Carolina RailHawks    | 15   |
| 2    | Pablo Campos (en)          | BRA  | Minnesota United      | 13   |
| 3    | Hans Denissen (en)         | NED  | San Antonio Scorpions | 12   |
| 3    | Georgi Hristov             | BUL  | Tampa Bay Rowdies     | 12   |
| 5    | Luke Mulholland            | ENG  | Tampa Bay Rowdies     | 11   |
| 6    | Tomasz Zahorski            | POL  | San Antonio Scorpions | 9    |
| 7    | Rubén Luna (en)            | MEX  | Atlanta Silverbacks   | 8    |
| 7    | Pedro Ferreira-Mendes (en) | BRA  | Atlanta Silverbacks   | 8    |
| 9    | Simone Bracalello (en)     | ITA  | Minnesota United      | 7    |
| 10   | Evans Frimpong (en)        | GHA  | Tampa Bay Rowdies     | 6    |

| Rang | Joueur                 | Pays | Club                     | Passes |
| ---- | ---------------------- | ---- | ------------------------ | ------ |
| 1    | Luke Mulholland        | USA  | Tampa Bay Rowdies        | 8      |
| 2    | Danny Barrera (en)     | USA  | Atlanta Silverbacks      | 7      |
| 2    | Georgi Hristov         | BUL  | Tampa Bay Rowdies        | 7      |
| 2    | Javier Saavedra (en)   | MEX  | San Antonio Scorpions    | 7      |
| 5    | Iván Guerrero          | HON  | Fort Lauderdale Strikers | 6      |
| 6    | Simone Bracalello (en) | ITA  | Minnesota United         | 5      |
| 6    | Pablo Campos (en)      | BRA  | Minnesota United         | 5      |
| 6    | Austin da Luz (en)     | USA  | Carolina RailHawks       | 5      |
| 9    | Etienne Barbara        | MLT  | Minnesota United         | 4      |
| 9    | Neil Hlavaty (en)      | USA  | FC Edmonton              | 4      |
| 9    | Zack Schilawski (en)   | USA  | Carolina RailHawks       | 4      |

## Récompenses
- Golden Ball (MVP):  Georgi Hristov (Tampa Bay Rowdies)
- Golden Glove: Kyle Reynish (New York Cosmos)
- Entraîneur de l'année: Brian Haynes (Atlanta Silverbacks)
- But de l'année: Henry Lopez (New York Cosmos)

| Gardien   | Joe Nasco        | Atlanta Silverbacks   |
| Défenseur | Aaron Pitchkolan | Minnesota United      |
| Défenseur | Martyn Lancaster | Atlanta Silverbacks   |
| Défenseur | Albert Watson    | FC Edmonton           |
| Milieu    | Luke Mulholland  | Tampa Bay Rowdies     |
| Milieu    | Miguel Ibarra    | Minnesota United      |
| Milieu    | Richard Menjivar | Atlanta Silverbacks   |
| Milieu    | Marcos Senna     | New York Cosmos       |
| Attaquant | Georgi Hristov   | Tampa Bay Rowdies     |
| Attaquant | Brian Shriver    | Carolina RailHawks    |
| Attaquant | Hans Denissen    | San Antonio Scorpions |